# Rudolf Thurneysen
Eduard Rudolf Thurneysen (Basileia, 14 de março de 1857 – Bona, 9 de agosto de 1940) foi um linguista e celticista suíço.

## Biografia
Nascido em Basileia, Thurneysen estudou filologia clássica em Basileia, Leipzig, Berlim e Paris. Ele recebeu sua promoção (equivalente a um doutorado) em 1879 e sua habilitação, em latim e línguas celtas, foi obtida na Universidade de Jena em 1882.
De 1885 a 1887 lecionou latim em Jena, indo depois para a Universidade de Freiburg-im-Breisgau, onde substituiu Karl Brugmann, um renomado especialista em linguística indo-europeia.
Em 1909, Thurneysen publicou seu livro Handbuch des Alt-Irischen, traduzido em inglês como A Grammar of Old Irish ("Uma Gramática de Irlandês Antigo") por D. A. Binchy e Osborn Bergin, e ainda em catálogo. Em 1913 foi para a Universidade de Bonn. Neste período Thurneysen era chamado de a maior autoridade viva em irlandês antigo.
Ele se aposentou em 1923 e morreu em Bona em 1940. A Palestra Memorial Rudolf Thurneysen (em alemão:  Vortrag in Memoriam Rudolf Thurneysen), dada em Bona, recebeu o nome em sua homenagem.